# Beeldenpark Kunstmuseum Den Haag
Der Beeldenpark Kunstmuseum Den Haag ist eine Sammlung moderner heutiger Bildhauerkunst um das Kunstmuseum Den Haag in Den Haag.

## Sammlung
- Kind mit Ente an einer Vogeltränke (1932) von Fransje Carbasius (aufgestellt in 1949)
- Icarus (1974) von Piet Esser
- Ohne Titel (1983) von Donald Judd
- Jacob und der Engel (1956/58) von Carel Kneulman
- Stehend und lieggend (1972) von Jan Maaskant
- Large Locking Piece (1965) von Henry Moore
- Vrouw (1953) von Charlotte von Pallandt
- Doornuittrekker von einem unbekannten Bildhauer
- Big Fish Day (avant la lettre) (2002) von David Bade
- Modell vor einem Relief mit geometrischen Figuren (1988–1990) von Sol LeWitt
- World Axis (1997–2006) von Jürgen Partenheimer

Bis die Sammlung erstellt war, befanden sich die Zes sculpturen (1985) von Carel Visser vor dem nahegelegenen Museum.

## Fotogalerie

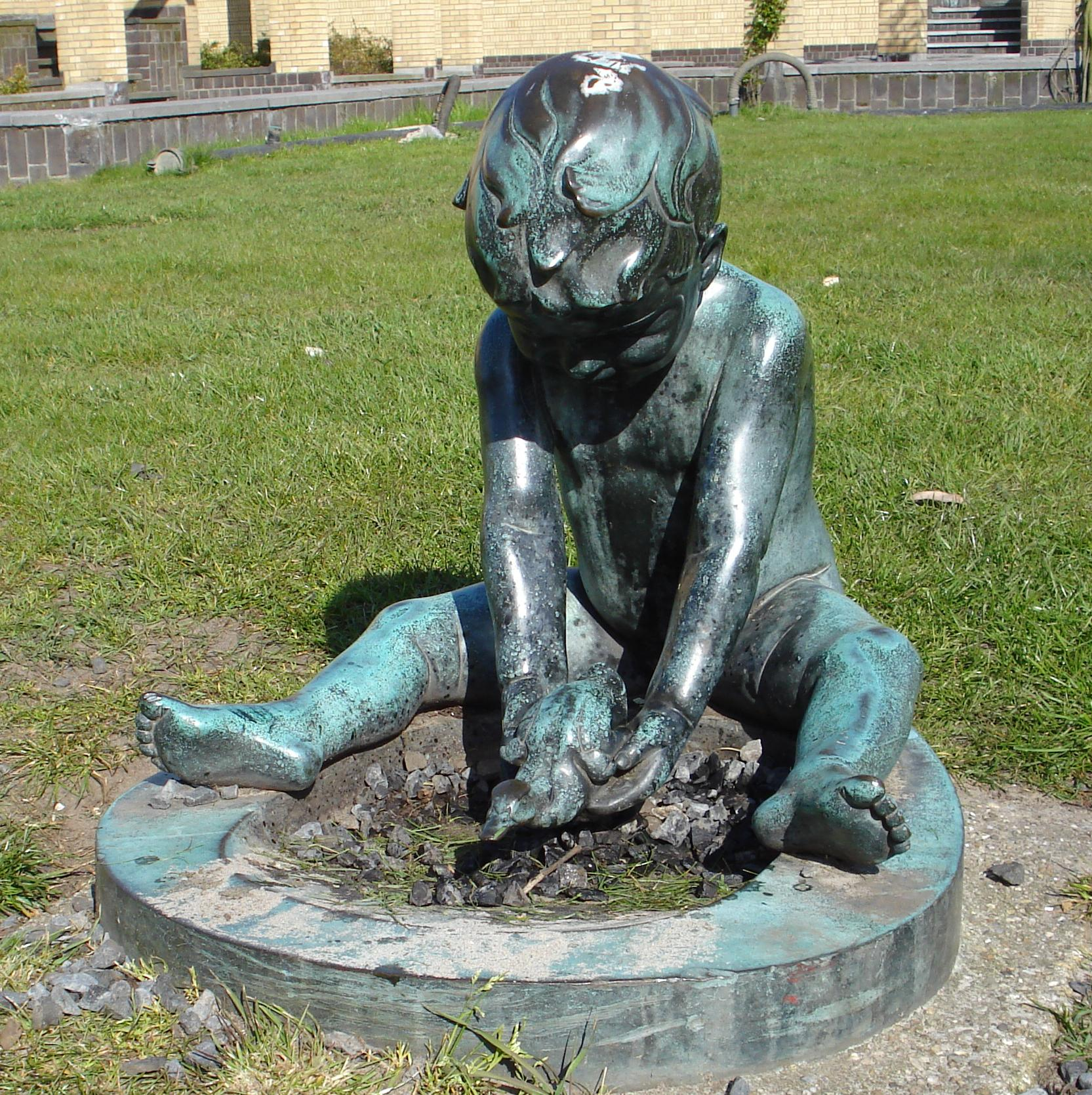
1. Kind mit Ente und Vogeltränke
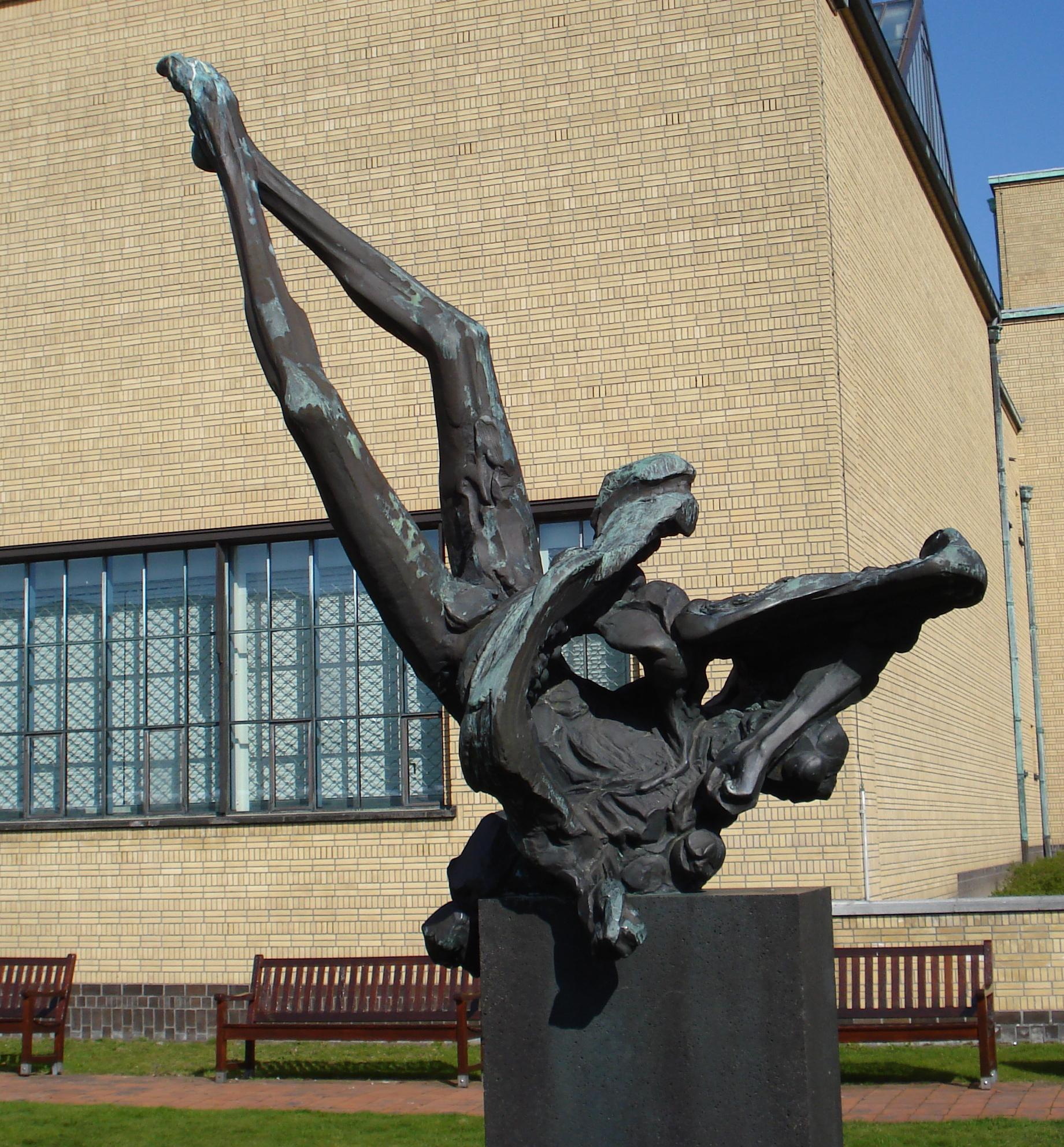
2. Icarus
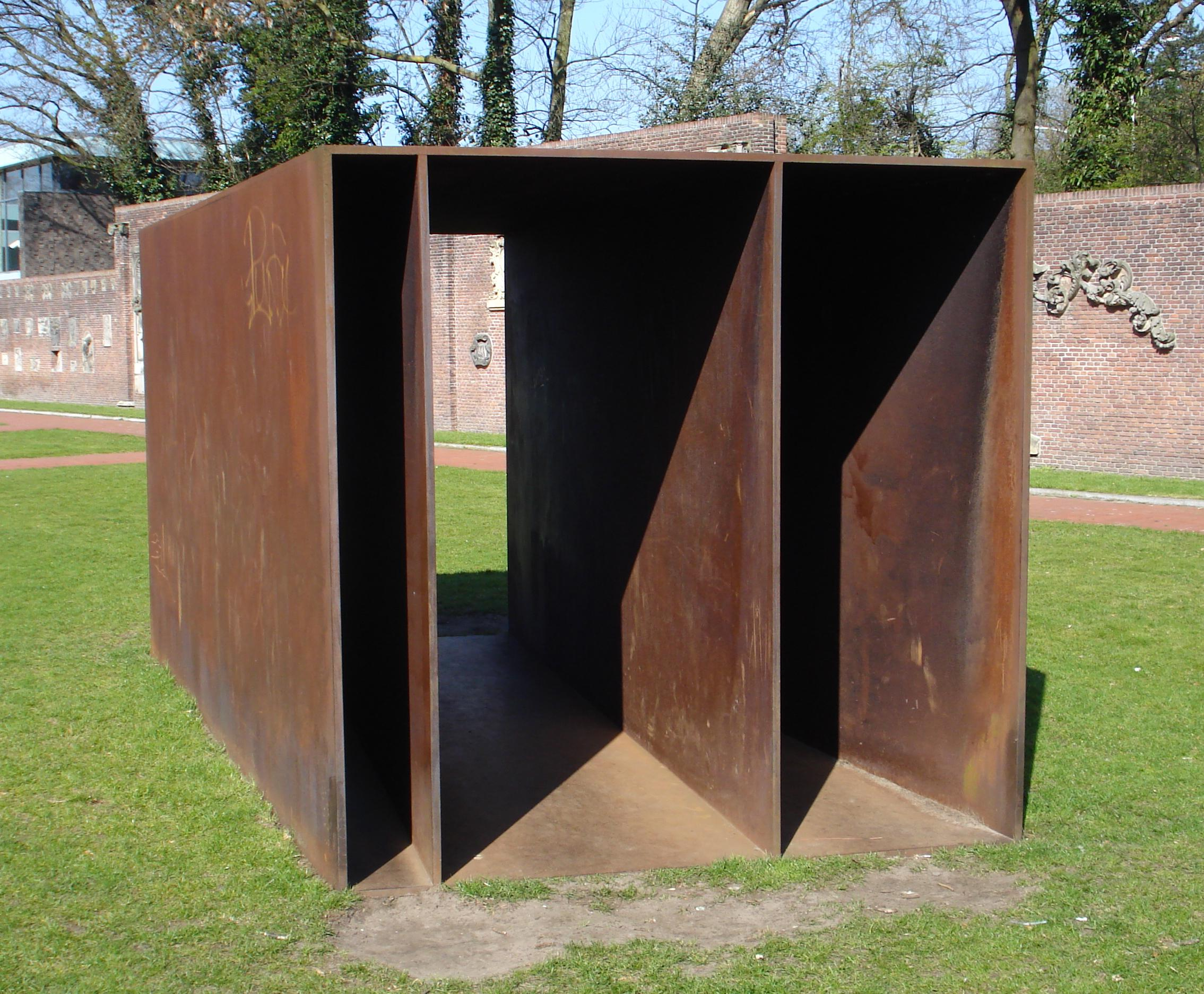
3. Ohne titel
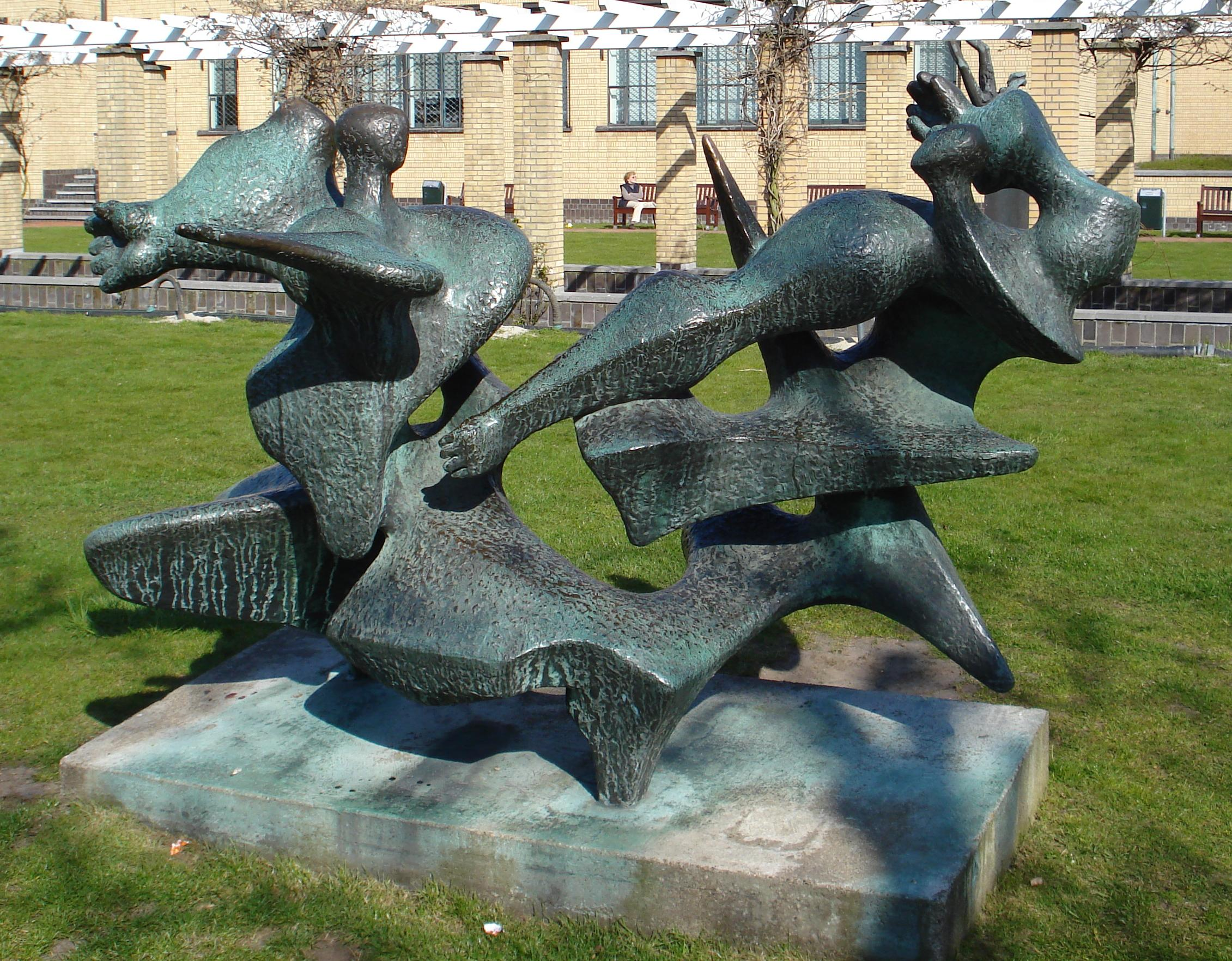
4. Jacob und der Engel
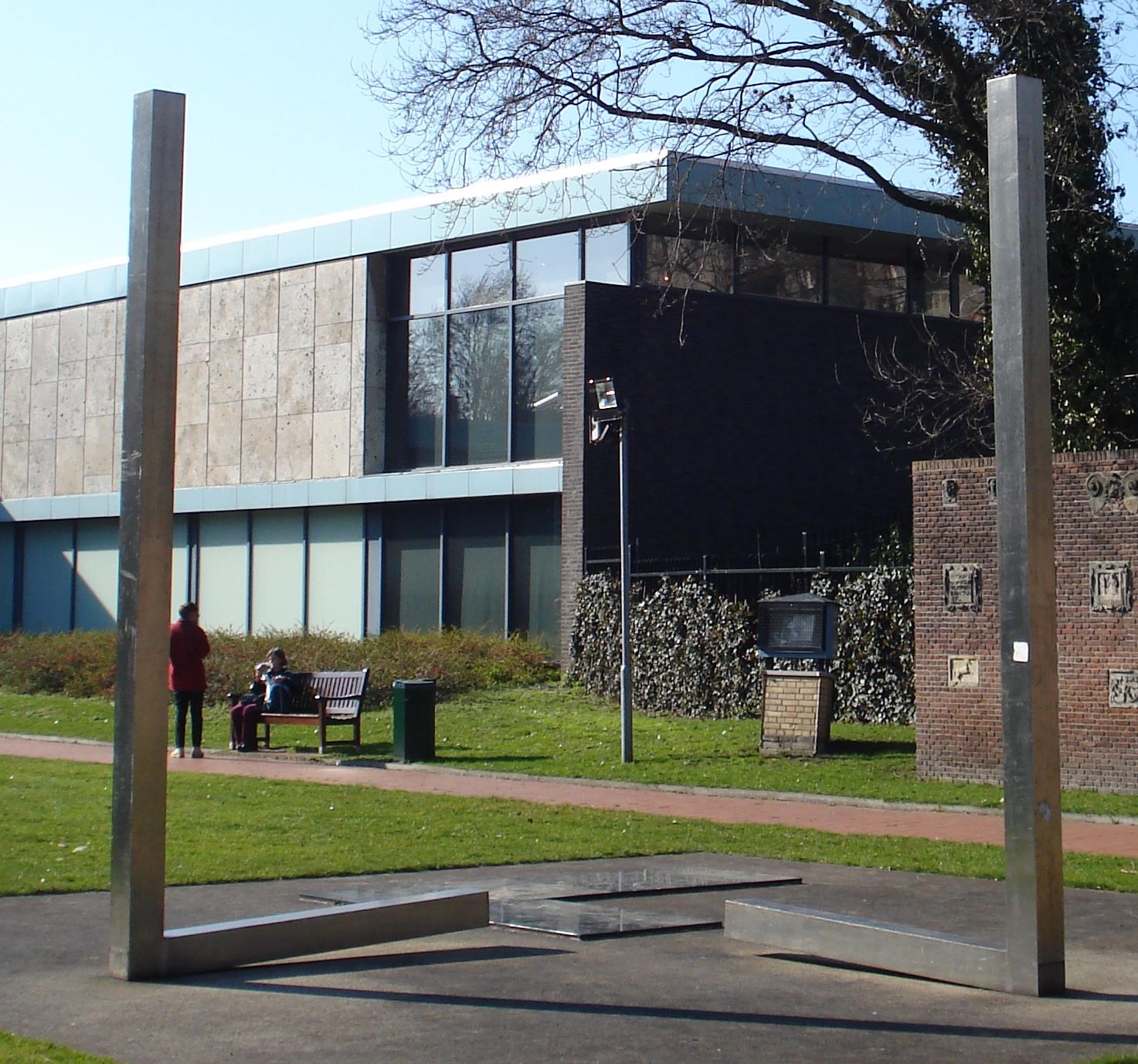
5. Stehend und liegend
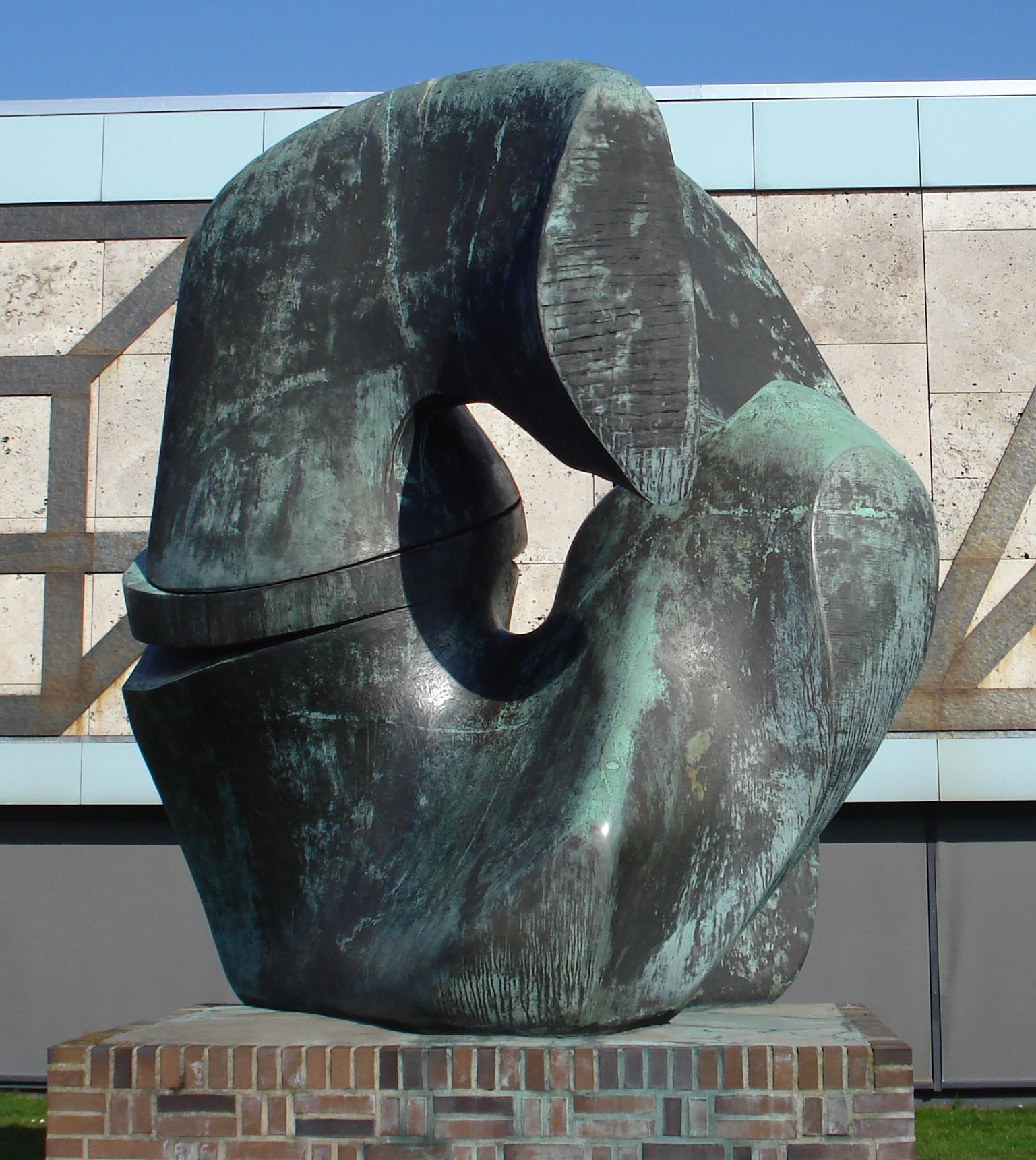
6. Large Locking Piece
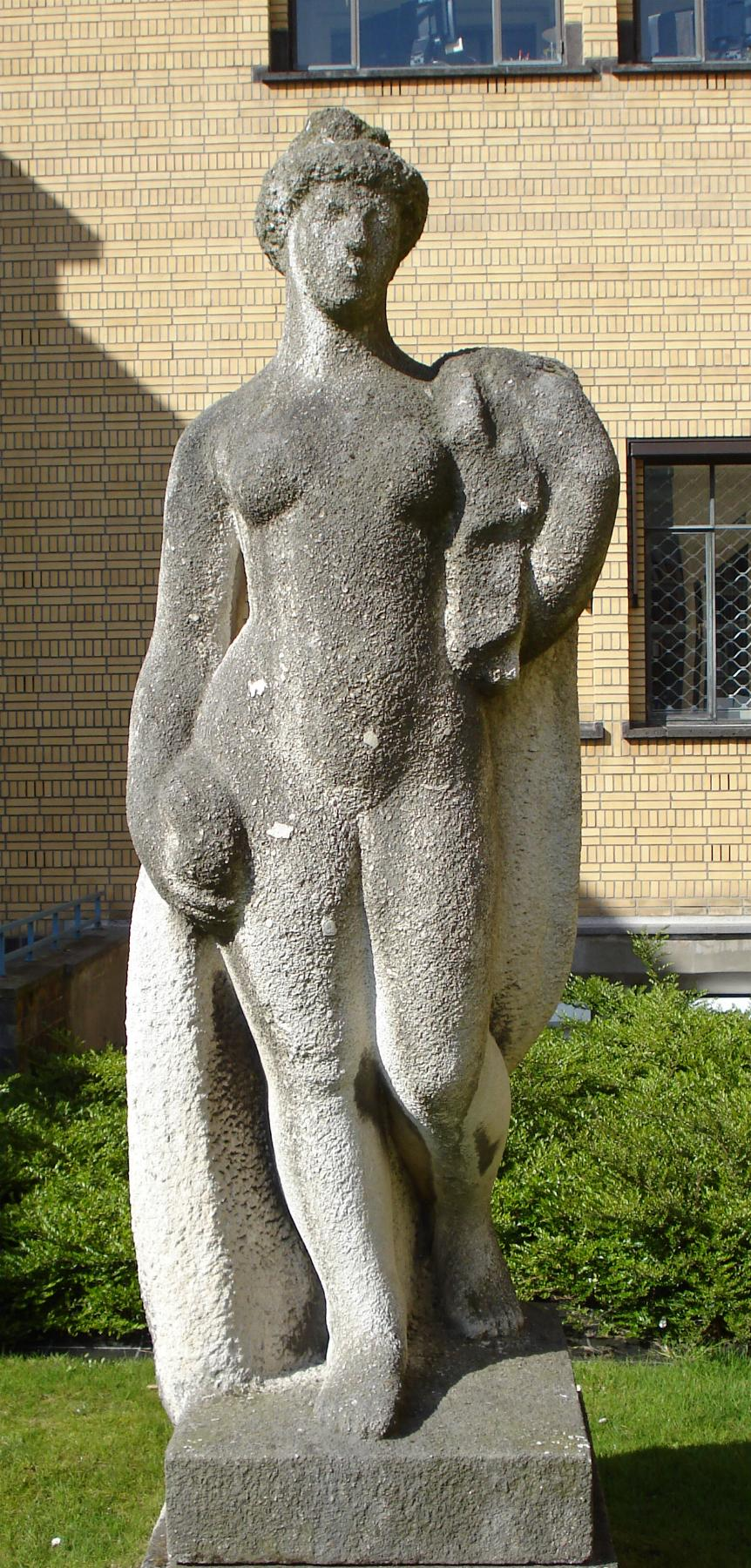
7. Vrouw
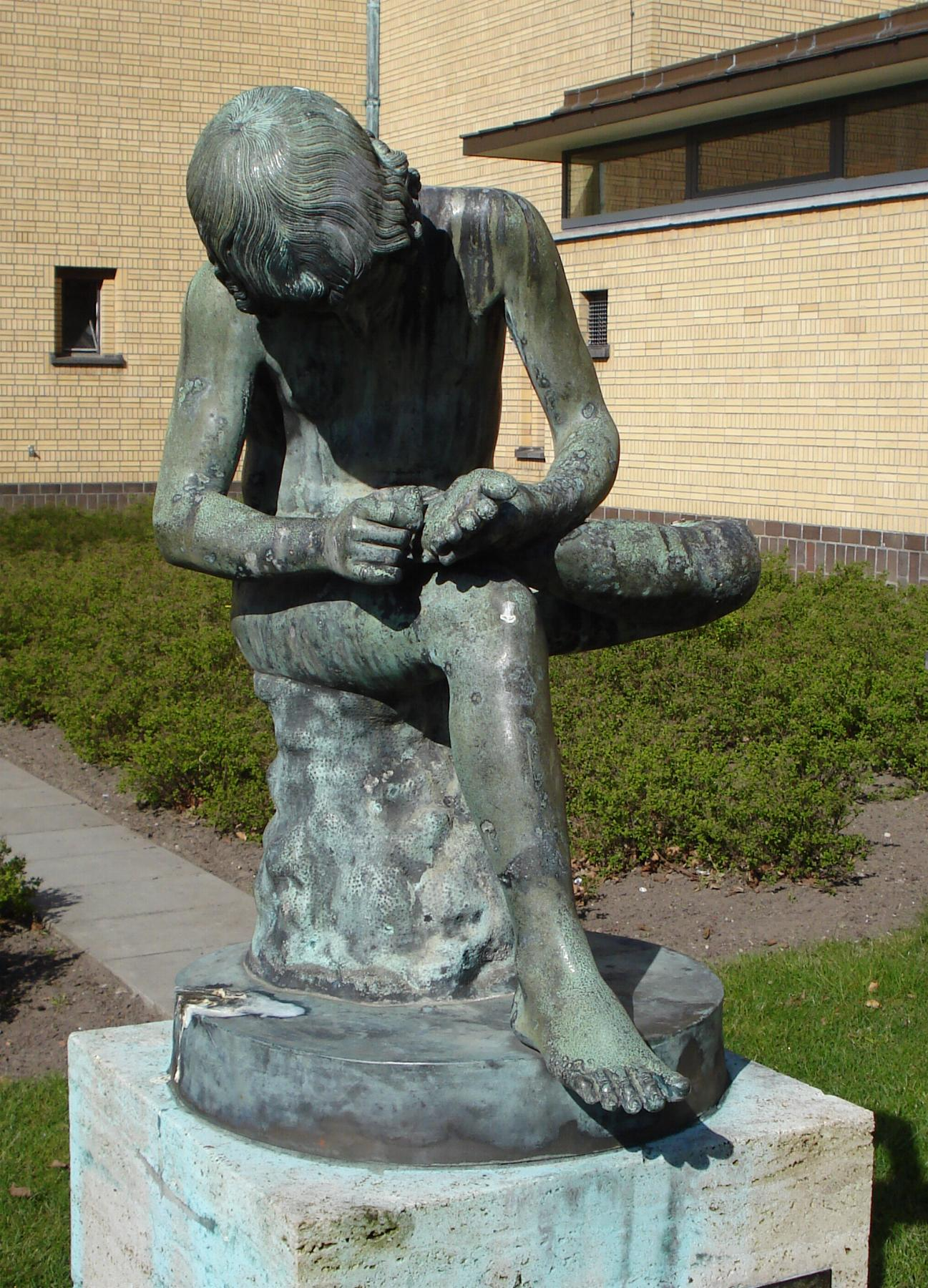
8. Doornuittrekker
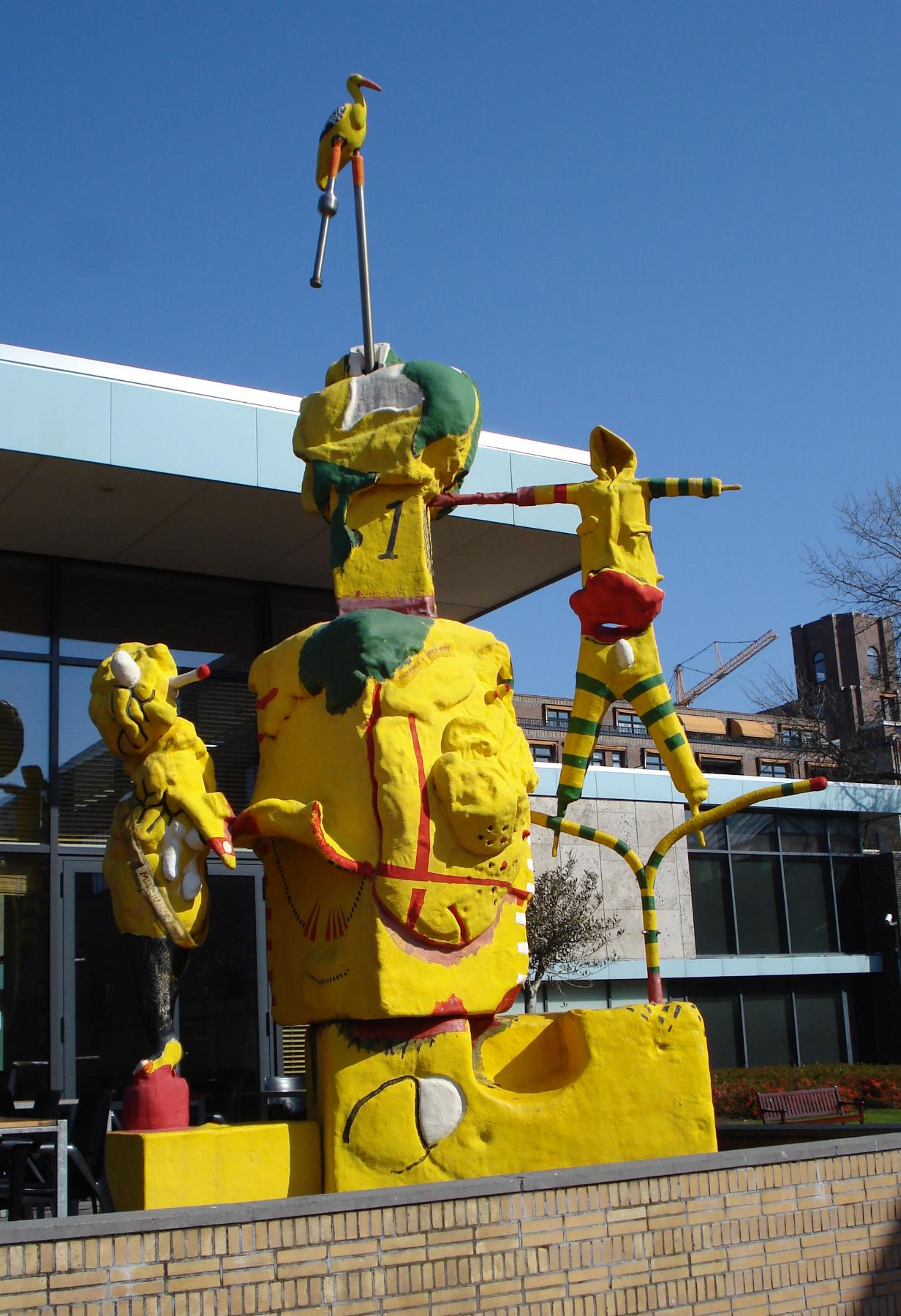
9. Big Fish Day (avant la lettre)
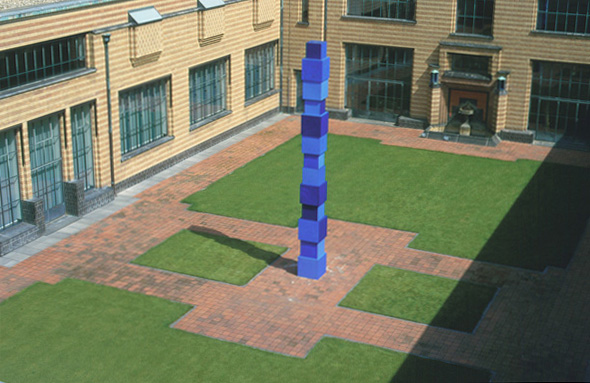
11. World Axis
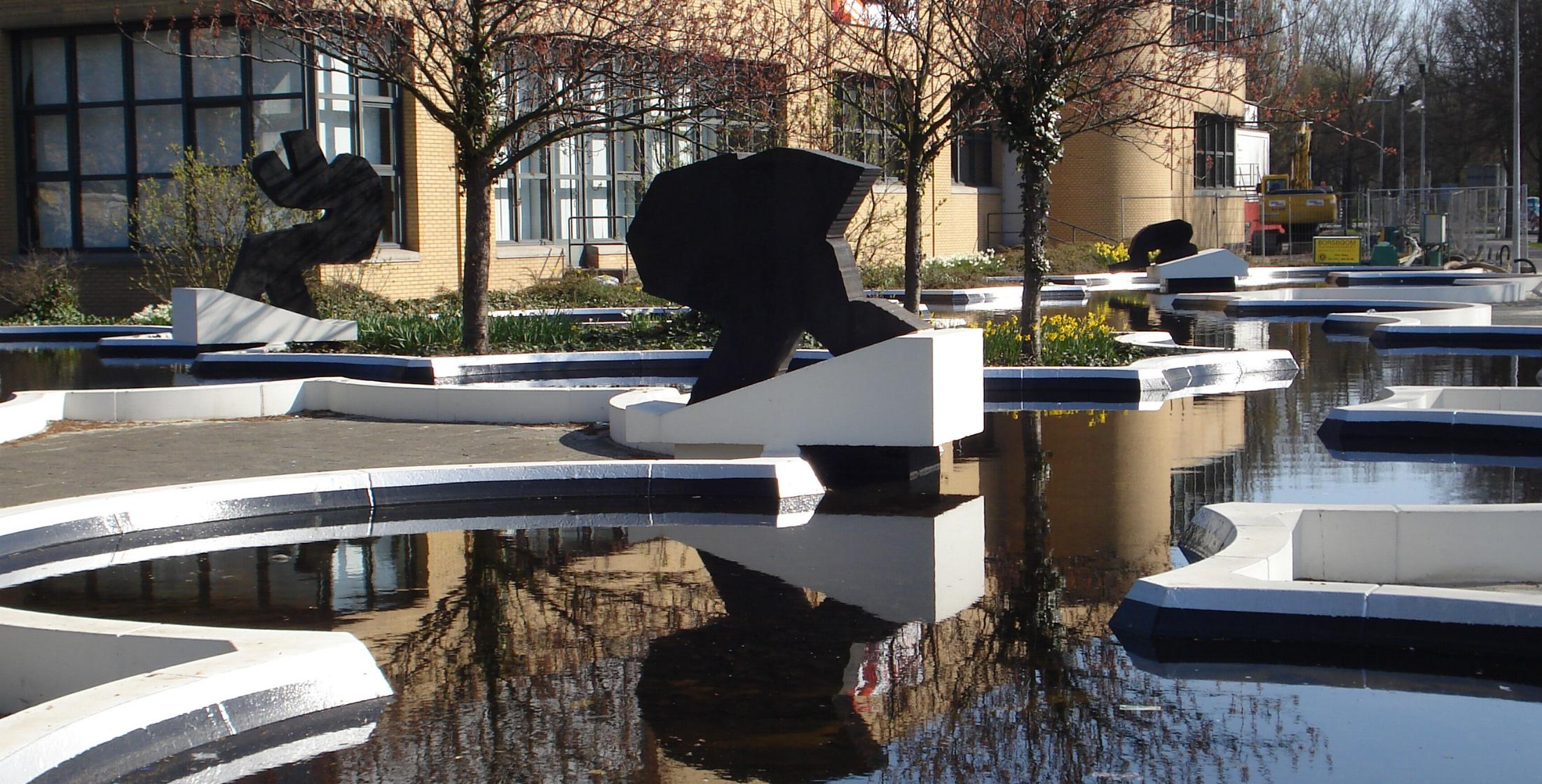
Zes sculpturen von Carel Visser